# Франклин (округ, Вермонт)
Округ Франклин (англ. Franklin County) располагается в США, штате Вермонт. Официально образован 15-го января 1777 года. По состоянию на 2010 год, численность населения составляла 47 746 человек. Получил своё название в честь американского политического деятеля Бенджамина Франклина.

## География
По данным Бюро переписи США, общая площадь округа равняется 1792 км², из которых 1642 км² — суша, и 150 км², или 8,4 %, — это водоемы.

## Население
По данным переписи населения 2000 года в округе проживает 45 417 жителей в составе 16 765 домашних хозяйств и 12 188 семей. Плотность населения составляет 28,000 человек на км2. На территории округа насчитывается 19 191 жилых строений, при плотности застройки 12 строений на км2. Расовый состав населения: белые — 96,06 %, афроамериканцы — 0,30 %, коренные американцы (индейцы) — 1,51 %, азиаты — 0,26 %, гавайцы — 0,02 %, представители других рас — 0,21 %, представители двух или более рас — 1,64 %. Испаноязычные составляли 0,59 % населения независимо от расы.
В составе 37,70 % из общего числа домашних хозяйств проживают дети в возрасте до 18 лет, 58,40 % домашних хозяйств представляют собой супружеские пары проживающие вместе, 9,90 % домашних хозяйств представляют собой одиноких женщин без супруга, 27,30 % домашних хозяйств не имеют отношения к семьям, 20,60 % домашних хозяйств состоят из одного человека, 8,40 % домашних хозяйств состоят из престарелых (65 лет и старше), проживающих в одиночестве. Средний размер домашнего хозяйства составляет 2,67 человека, и средний размер семьи 3,08 человека.
Возрастной состав округа: 28,10 % — моложе 18 лет, 7,00 % — от 18 до 24, 31,40 % — от 25 до 44, 22,50 % — от 45 до 64, и 22,50 % — от 65 и старше. Средний возраст жителя округа — 36 лет. На каждые 100 женщин приходится 98,5 мужчин. На каждые 100 женщин старше 18 лет приходится 95,9 мужчин.
Средний доход на домохозяйство в округе составлял 41 659 USD, на семью — 46 733 USD. Среднестатистический заработок мужчины был 32 009 USD против 24 078 USD для женщины. Доход на душу населения составлял 17 816 USD. Около 7,00 % семей и 9,00 % общего населения находились ниже черты бедности, в том числе — 10,40 % молодежи (тех, кому ещё не исполнилось 18 лет) и 10,30 % тех, кому было уже больше 65 лет.